# Cuaterno
Cuaterno es una moneda catalana mandada hacer por el rey Pedro II de Aragón en abril de 1212 después de la moneda bosonaya. Según el cronicón Barcinonense citado por Ducange que dice:
IX kalendas aprilis anno MCCXII fuit aspersa a domino rege Petro moneta de quaterno Barchinonensi.
En las datas de su creación y duración (duró 9 años) van conformes los escritores catalanes Vallseca, Marquilles y Cálido con el cronicón Barcinonense.
La moneda de cuaterno no fue distinta de la moneda nombrada de cort aunque algunos escritores hablan de ella como si fuesen monedas distintas pues son iguales en el día, mes y año de su creación y no es regular haberse mandado labrar en un mismo día dos especies de monedas distinta la una de la otra.
Es regular que el nombre de cuaterno se le diese por los cuatro marcos de plata que entraban en el riel o masa para batirla como la moneda de duplo y de terno lo recibieron también del número de marcos de plata que entraban en la liga. Jaime Calicio en el tratado de moneda nº 1 fol. 197 asegura que en las monedas de cuaterno los cuatro marcos eran de plata y los ocho restantes de cobre
et in illa moneta de quaterno ponebantur quatuor marchae argenti et octo aeris.
El mayor o menor número de marcos de plata influía a la mayor o menor pureza de la moneda y aumento del valor intrínseco y daba el nombre a la moneda. El valor del marco de la plata se estimaba en cuarenta y cuatro sueldos pero fue tan inconstante este valor que según una nota que publica Bruniquer en su rub. tom. 3 fol. 1 en el mismo año que se mandó hacer esta moneda, en el mes de marzo valía el marco noventa y un sueldos, en el mes de abril ciento y ocho sueldos, en mayo, junio, y julio ciento veinte y ocho sueldos, en setiembre ciento treinta y dos sueldos, en octubre ciento cuarenta y dos sueldos. En vista de esta inconstancia y variedad que puede asegurarse del valor que en aquellos tiempos tenía el marco. ¿Cómo puede formarse ua cálculo de correspondencia con la moneda corriente?
Los demás signos de las monedas antecedentes pueden también aplicarse a la moneda de que se trata. La leyenda de Petrus rex mal formada la x que serviría al mismo tiempo de x y de cruz. En el reverso, las cuatro barras de Cataluña o una cruz con róeles y arandelas con la leyenda en la circunferencia de Barcino.